# Novecento (casa editrice)
Novecento è una casa editrice italiana, con sede a Palermo.

## Storia
Fondata nel 1980 da Domitilla Alessi, figlia di Giuseppe Alessi, iniziò pubblicando La dimora di D'Annunzio. Il Vittoriale, di Umberto Di Cristina, il quale si occupa anche della gestione della casa editrice.
Situata a Palermo, in via Siracusa (la via degli editori palermitani), è affiancata dalla libreria e dalla galleria d'arte "Novecento".
Tra le collane più note e di successo c'è la Biblioteca di Narciso, in cui sono stati pubblicati testi di autori europei e classici, a cura di accademici e noti critici letterari (Giovanni Allegra, Michele Cometa, Margherita Cottone, Masolino D'Amico, Enzo Giudici, Paolo Mauri, Giorgio Petrocchi, Antonia-Siglinda Rossi, Franco Sgroi). La collana, diretta da Aurelio Pes, è stata definita da Giulio Einaudi fra le più belle del panorama editoriale italiano. In catalogo ci sono autori come Francisco de Quevedo, Robert Louis Stevenson, André Gide, Guillaume Apollinaire, Thomas Carlyle e Gustave Flaubert.
Novecento ha pubblicato anche opere inedite di Rosario Assunto, Sylvano Bussotti, Pino Caruso, Antonino Pagliaro, Vittorio Sgarbi.

## Collane
- Biblioteca di Narciso.
- Liocorno.
- Musei di Sicilia.
- Labirinto.
- Babele.
- Idola.
- Traverse.
- Logos.
- Il viandante e la sua ombra.
- Presagio d'Oriente.